# Pseudosimochromis marginatus
Pseudosimochromis marginatus es una especie de peces de la familia Cichlidae en el orden de los Perciformes.

## Morfología
- Los machos pueden llegar alcanzar los 10 cm de longitud total.[2][3]

## Hábitat
Vive en zonas de clima tropical entre 24 °C-28 °C de temperatura.

## Distribución geográfica
Se encuentra en África: lago Tanganika.